# Valea Călugărească (gmina)
Valea Călugărească – gmina w Rumunii, w okręgu Prahova. Obejmuje miejscowości Arva, Coslegi, Dârvari, Pantazi, Rachieri, Radila, Schiau, Valea Călugărească, Valea Largă, Valea Mantei, Valea Nicovani, Valea Poienii, Valea Popii, Valea Ursoii i Vârfurile. W 2011 roku liczyła 10 337 mieszkańców.